# Blocherer Schule
Die Blocherer Schule für Innenarchitektur und Kommunikationsdesign in München ist eine private, staatlich anerkannte (Innenarchitektur) und genehmigte (Kommunikationsdesign) Berufsfachschule. Sie befindet sich an der Neumarkter Straße in Berg am Laim.
Die Schule wurde 1915 von Minni Bosshard und Karl Blocherer (1889–1964) gegründet. Sie wird heute in dritter Generation von Karl Frhr. Loeffelholz von Colberg, dem Enkel von Karl Blocherer, geleitet. Neben der Fachrichtung Kommunikationsdesign kann auch Innenarchitektur bereits mit mittlerer Reife studiert werden. Die Blocherer Schule ist die einzige Berufsfachschule in Deutschland, die das anbietet. Durch enge Kooperationen mit den Londoner Universitäten London Metropolitan University und Middlesex University haben Blocherer Absolventen zudem die Möglichkeit, den international anerkannten Bachelor-Abschluss zu erwerben.
Die Blocherer Schule ist Mitglied im MedienCampus Bayern, dem Dachverband für die Medienaus- und -weiterbildung in Bayern.

## Geschichte der Blocherer Schule
Die Anfänge der Schulgründung lassen sich bis in die Ausbildungszeit von Minni Bosshard und Karl Blocherer – er war Meisterschüler Franz von Stucks – zurückverfolgen. Beide waren nach dem Urteil ihrer Lehrer an der Königlich Bayerischen Kunstgewerbeschule bzw. an der Kunstakademie so ausgezeichnete Schüler, dass man ihnen nahelegte, ihre Kenntnisse und Fertigkeiten an andere Studierende weiterzugeben. Beide griffen diese Anregung auf. Schon bald lernten die ersten Schüler im neu gemietete Atelier eines Gartenhauses an der Münchner Gabelsberger Straße, um sich unter kundiger Anleitung auf die Prüfungen für Textilentwurf oder freie Malerei vorzubereiten. Es folgte eine eigene Klasse für Gebrauchsgraphik. Die Blocherer Schule wurde eine Institution, die Teil im kunstfreundlichen Schwabing jener Jahre wurde.
Im Jahr 1931 erhielt Karl Blocherer als bekannter Maler, Vorsitzender der Münchener Künstlergenossenschaft und Lehrer einen Ruf nach Amerika und unterrichtete am Wells College in Aurora, New Yorke, während seine Frau die Schule allein weiterleitete. Der Ausbildungsschwerpunkt lag nun bei der Gebrauchsgraphik; die freie Malerei blieb jedoch immer, möglicher „Brotlosigkeit“ zum Trotz, Lieblingskind Karl Blocherers. 
1937 wurden in der Nazi-Aktion „Entartete Kunst“ aus dem Städtischen Kunst- und Gewerbemuseum Dortmund Lithografien Blocherers beschlagnahmt und vernichtet. Die NS-Zeit überstand die Schule unbehelligt von staatlichen Eingriffen, obwohl zahlreiche ausländische und jüdische Studenten aus den angrenzenden Ländern, auch aus Amerika, die Schule besuchten.
Als das Schulgebäude nach 1945 in Trümmern lag, war der Zusammenhalt zwischen Lehrern und Schülern und die fortbestehende Attraktivität der Ausbildung die Voraussetzung. Um für die versprochene Aufnahme eine Gegenleistung zu erbringen, räumten Schüler den Schutt beiseite. Die amerikanischen Behörden waren kooperationsbereit, indem sie dringend benötigte Utensilien besorgten, damit der Schulbetrieb in Ausweichquartieren weitergehen konnte. 
Die Erweiterung der Schule auf die Fachrichtung Innenarchitektur erfolgte, als Annemarie von Loeffelholz ihr Studium der Architektur an der TU München erfolgreich abgeschlossen hatte und dem Wunsch ihrer Eltern, die Schule später einmal zu übernehmen, nachkam. Seit dem Jahr 1977 ist dieser Zweig staatlich anerkannt. Nach dem Tod von Karl Blocherer übernahm 1966 seine Tochter Annemarie Freifrau Loeffelholz von Colberg, geb. Blocherer (1921–2008) die Leitung der Schule. Aktuell wird die Blocherer Schule in dritter Generation von Karl von Loeffelholz geleitet.

## Studiengang Innenarchitektur
Aufnahmevoraussetzungen:

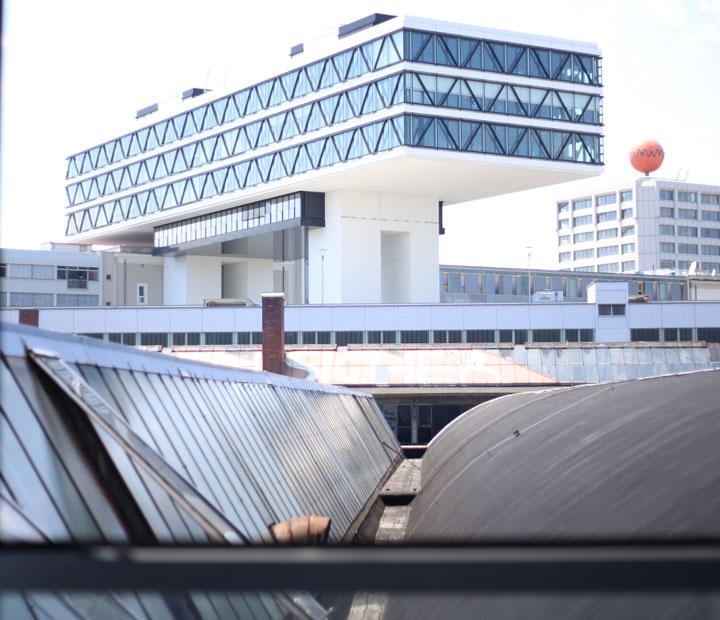
Blocherer Schule

Allgemeine Hochschulreife oder mittlerer Schulabschluss sowie Teilnahme an einer schriftlichen Aufnahmeprüfung. Nachweis eines halbjährigen Schreinerpraktikums vor Beginn des Studiums oder Belegung des Schreinerkurses während der gesamten Ausbildung.
Studienbeginn:
März und September
Ausbildungsdauer:
6 Semester, nach bestandener Abschlussprüfung ist der Studienabgänger berechtigt, die Berufsbezeichnung „Staatlich geprüfter Assistent für Innenarchitektur“ zu führen.
Berufsbild:
Die Tätigkeit des Innenarchitekten umfasst die gestalterische, technische und wirtschaftliche Planung von privaten und öffentlichen Räumen durch architektonische Mittel, Raumausbau, Raumausstattung, Inszenierung mit Licht- und Soundgestaltung oder durch Präsentation einer Botschaft im Raum.
Einsatzmöglichkeiten bieten sich in Innen-/Architekturbüros, im Bereich des Messe-, Ausstellungs- und Ladenbaus sowie durch zahlreiche Querverbindungen zum Design auch in Spezialunternehmen des Innenausbaus, der Bühnengestaltung bis zum Produktdesigns, Möbeldesign und der Fahrzeuggestaltung.

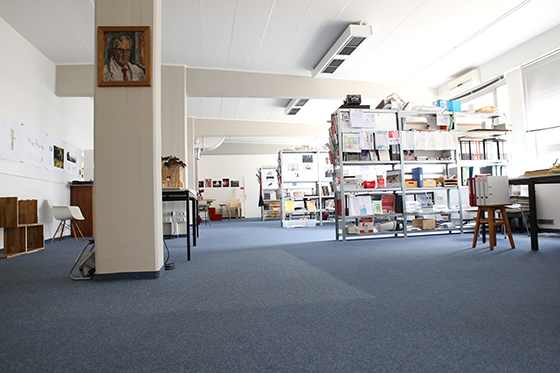

## Studiengang Kommunikationsdesign
Aufnahmevoraussetzungen:
Mittlerer Bildungsabschluss sowie Nachweis der Begabung durch Vorlage von 15 bis 20 persönlich gestalteten Arbeiten.
Studienbeginn:
Mitte Februar und Mitte September
Ausbildungsdauer:
Die Regelstudienzeit beträgt 6 Semester.
Berufsbild:
Der berufliche Einsatz des Kommunikationsdesigners erfolgt als Selbständiger oder Angestellter in Werbeagenturen, Verlagen, Industrieunternehmen oder grafischen Ateliers.